# Compagnie des Canonniers de Lille
Vous lisez un « bon article » labellisé en 2011.

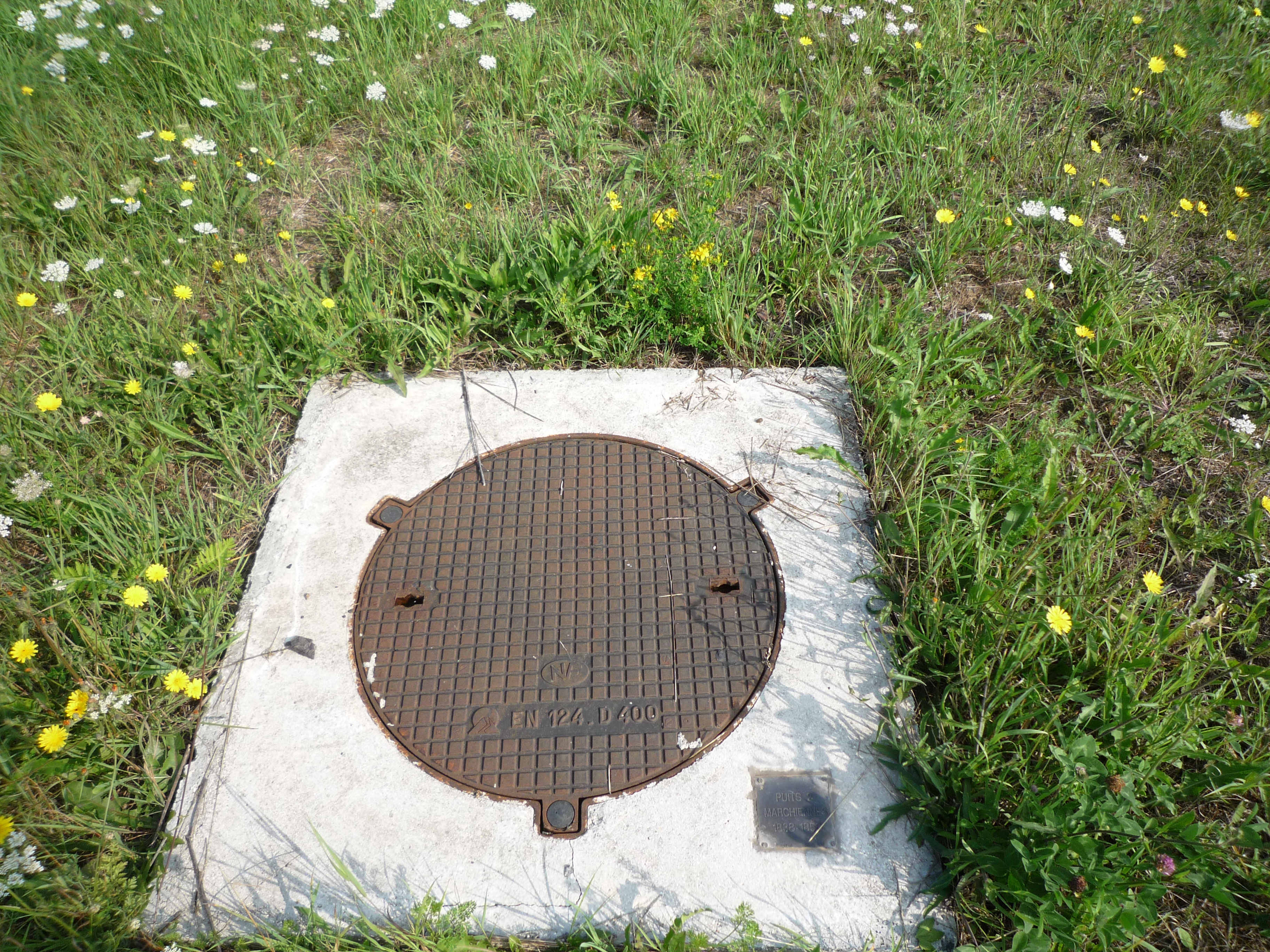
La tête de puits matérialisée « Puits 2 Marchiennes » est la seule trace en surface prouvant qu'il y a eu une exploitation de charbon à Marchiennes.

La Compagnie des Canonniers de Lille est une société de recherche de houille créée en 1833, pendant la fièvre des recherches de charbon, qui a exécuté plusieurs sondages puis ouvert une fosse à Marchiennes, dans le bassin minier du Nord-Pas-de-Calais. Son nom fait référence au bataillon des canonniers sédentaires de Lille, célèbre à l'époque pour la part qu'il a prise dans la défense de la ville lors du siège de 1792.
Les premiers sondages sont effectués à Wattignies et Loos, sans succès, puisqu'en dehors du bassin minier. La Compagnie entreprend un autre sondage à Flers, qui est abandonné à la suite d'un éboulement. Pourtant, s'il avait été prolongé de quelques mètres encore, la Compagnie aurait découvert le bassin minier du Pas-de-Calais bien avant la Compagnie des mines de l'Escarpelle qui l'a découvert en 1846. La compagnie s'établit ensuite à Marchiennes, là où en 1752 la Compagnie Wuillaume-Turner avait tenté sans succès d'établir une fosse. Plusieurs sondages sont effectués à Marchiennes, puis une fosse, à partir de 1838, d'où plus de 4 000 tonnes d'un charbon de mauvaise qualité ont été extraites. Des sondages ont été faits à Villers-Pol et Jenlain, eux aussi sans succès puisque situés en dehors du bassin minier. En 1850, la Compagnie est liquidée, faute d'avoir pu obtenir une concession, et le puits est serrementé.

## Historique
Les années 1830 - 1840 se caractérisent par un grand élan pour les entreprises industrielles de toute nature, particulièrement pour les mines de houille. Dans le Nord, cet engouement fait suite à la découverte par la toute récente Compagnie des mines de Douchy d'un riche gisement de charbon gras. Le sol, ou un vingt-sixième de cette compagnie, qui se vendait à peine 2 230 francs en février 1833, atteint en janvier 1834 le prix exorbitant de 300 000 francs. Les demandes de concessions se multiplient dans la région (il y en aura jusqu'à 70 en 1837). Cette fièvre des recherches de charbon a pour conséquence la création d'un grand nombre de compagnies ou de sociétés, dont peu finalement sont parvenues à durer.
La Compagnie des Canonniers de Lille est formée à Lille en 1833. Deux sondages sont établis à Wattignies et à Loos, en dehors du bassin minier, le terrain houiller n'y est pas atteint, mais le calcaire bleul'est. Le sondage de Wattignies avait été pratiqué en 1784, et avait déjà été repris en 1822.
Pendant que la Compagnie tente de trouver le charbon, d'autres compagnies et sociétés effectuent des travaux à proximité. Au nord-est, la Société de Saint-Hubert effectue plusieurs sondages, sans succès. À l'est, à Raismes, en 1839, la Compagnie de Cambrai ouvre la fosse Boitelle, la Compagnie de l'Escaut ouvre les fosses le Bret et Évrard et la Compagnie de Bruille ouvre la fosse Ewbank. Ces trois dernières fusionnent et donnent naissance à la Compagnie de Vicoigne. Au sud, la Compagnie des mines d'Anzin ouvre des fosses à Denain et Escaudain. La Compagnie des mines d'Aniche ouvre hors concession la fosse d'Aoust, La Renaissance, Saint Louis, Fénelon et Traisnel, respectivement en 1836, 1839, 1843, 1847 et 1848, à Aniche et Somain dans une partie alors inexploitée de la concession.

## Sondages

### Sondage de Flers
La Compagnie établit en 1835 un sondage à Flers, près du Fort de Scarpe,. Elle le pousse jusqu'à la profondeur de 206,45 mètres, et allait certainement y atteindre quelques mètres plus loin le terrain houiller, comme l'ont montré plus tard les travaux de la Compagnie de l'Escarpelle, lorsqu'un éboulement l'oblige à abandonner ce sondage. Un accident, une cause fortuite, a donc retardé d'une dizaine d'années la découverte du nouveau bassin du Pas-de-Calais, et a enlevé la priorité de cette découverte à la Compagnie des Canonniers. Cette Compagnie abandonne alors le lieu si bien choisi, et reporte ses recherches dans les environs de Marchiennes, où elle exécute, sans succès, de nombreux sondages et une fosse, avec une persévérance qui aurait mérité un meilleur résultat.

### Sondageno2 du Parterre de l'Abbaye
50° 24′ 47″ N, 3° 16′ 45″ E
Le sondage est entrepris en 1835 par la Compagnie des Canonniers, à peu de distance au nord du clocher de Marchiennes, au lieu-dit du Parterre de l'Abbaye. Il a atteint le terrain houiller à la profondeur de 135 mètres, et l'a exploré sur une hauteur de 28 mètres, dans laquelle il n'a traversé qu'une passée charbonneuse. La profondeur est de 163 mètres.

### Sondage des Trois Pucelles
50° 26′ 13″ N, 3° 15′ 50″ E
Le sondage des Trois Pucelles, exécuté par la Compagnie des Canonniers de Lille en 1835, à Marchiennes, à l'est du clocher de Bouvignies, est entré en 1835 dans des schistes calcareux qui se rattachent au calcaire carbonifère, à 137,80 mètres. La profondeur atteinte est de 141,32 mètres.

### Sondage de la Motte
50° 24′ 23″ N, 3° 17′ 45″ E
Le sondage de la Motte est exécuté à Marchiennes en 1836, au sud-est du sondage du Parterre de l'Abbaye. Il a permis la découverte du terrain houiller à la profondeur de 129 mètres sans toutefois rencontrer la houille. Il a traversé 36 mètres de schistes siliceux, parfois très durs. Le sondage a atteint la profondeur de 163,69 mètres, et a été abandonné en 1837.

### Sondage de l'Abbaye
50° 24′ 31″ N, 3° 17′ 25″ E
Le sondage de l'Abbaye a été exécuté par la Compagnie des Canonniers de Lille à Marchiennes en 1837, au sud-est du sondage du Parterre de l'Abbaye. Il a découvert le terrain houiller à la profondeur de 132 mètres, mais sans rencontrer la houille. Il a traversé 19 mètres de schistes siliceux, parfois très durs. Il est abandonné à 151,30 mètres dans des schistes très durs, sans avoir découvert le charbon.

### Sondage des Canonniers
50° 17′ 12″ N, 3° 37′ 51″ E
La société des Canonniers reprend en 1837 la fosse de Villers-Pol, creusée en 1778 par la société Martho. D'après des documents plus récents, il s'agirait d'un sondage dit des Canonniers, et non d'un puits de mine. Des sondages ont aussi été exécutés à Jenlain, un peu plus au nord de Villers-Pol.

## Fosse de Marchiennes
50° 24′ 38″ N, 3° 17′ 16″ E

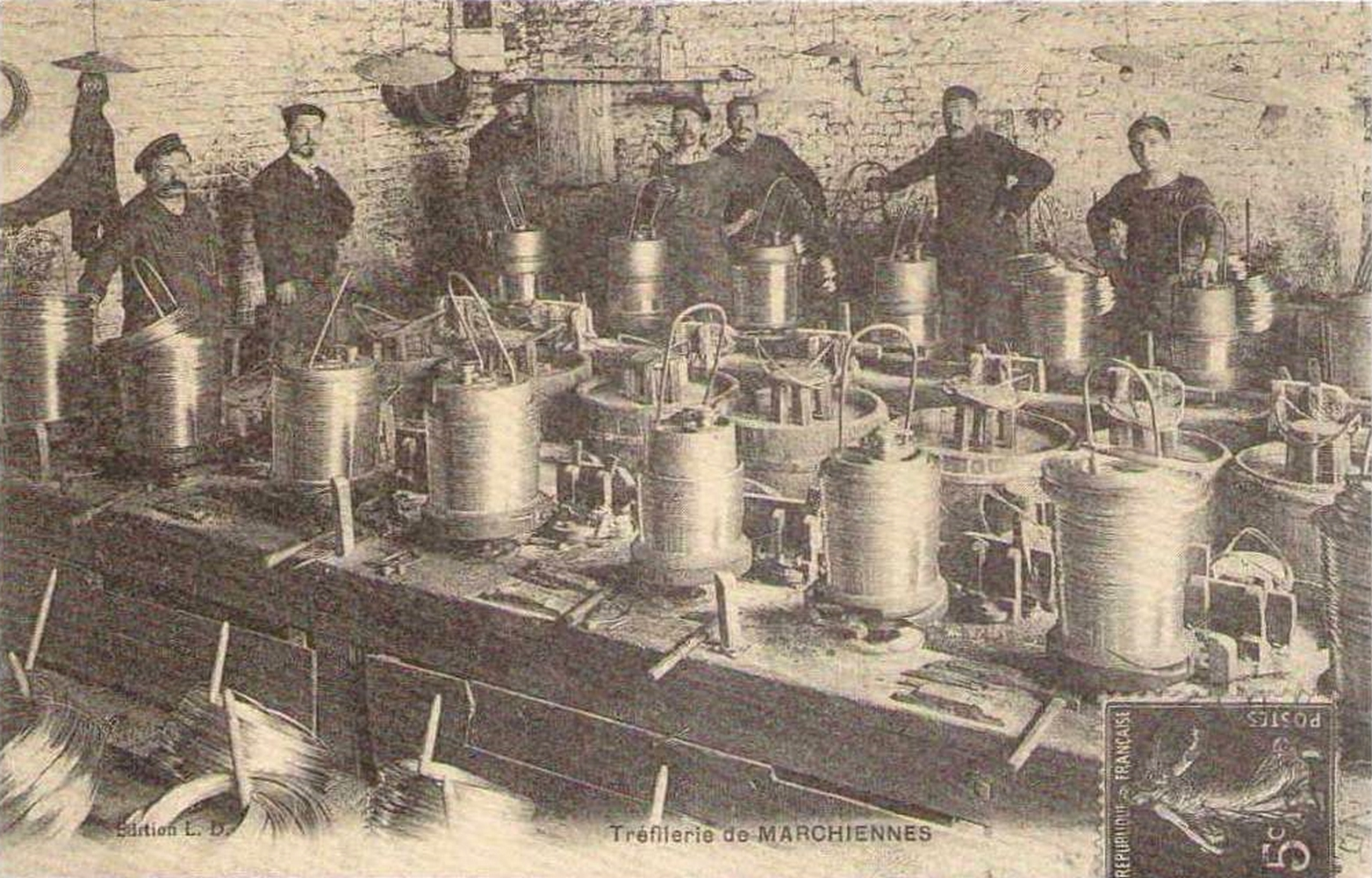
L'usine de la Tréfilerie s'est servie du puits sur ses 35 premiers mètres pour assurer son alimentation en eau industrielle.

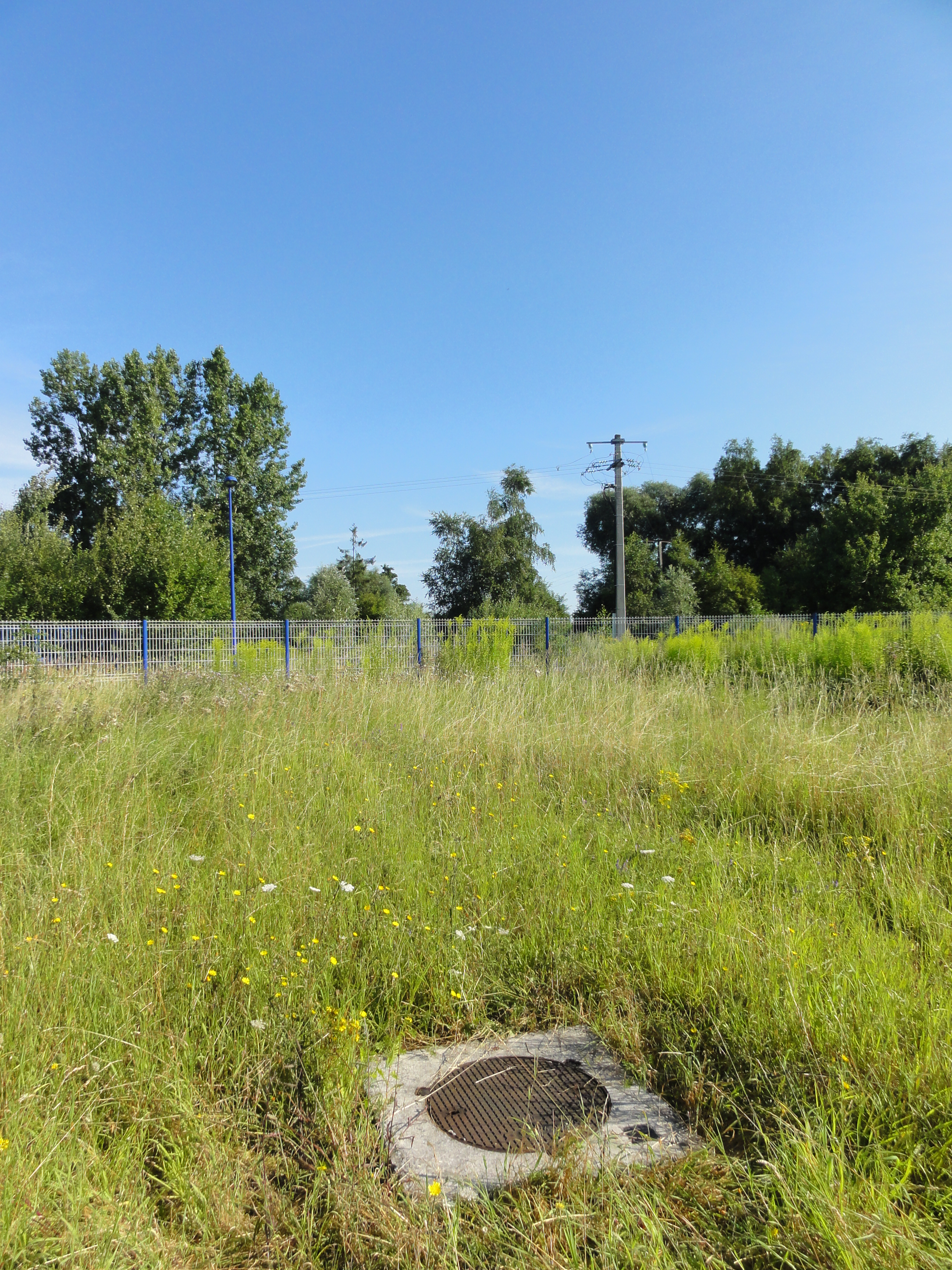
La tête de puits matérialisée du « puits 2 Marchiennes ».

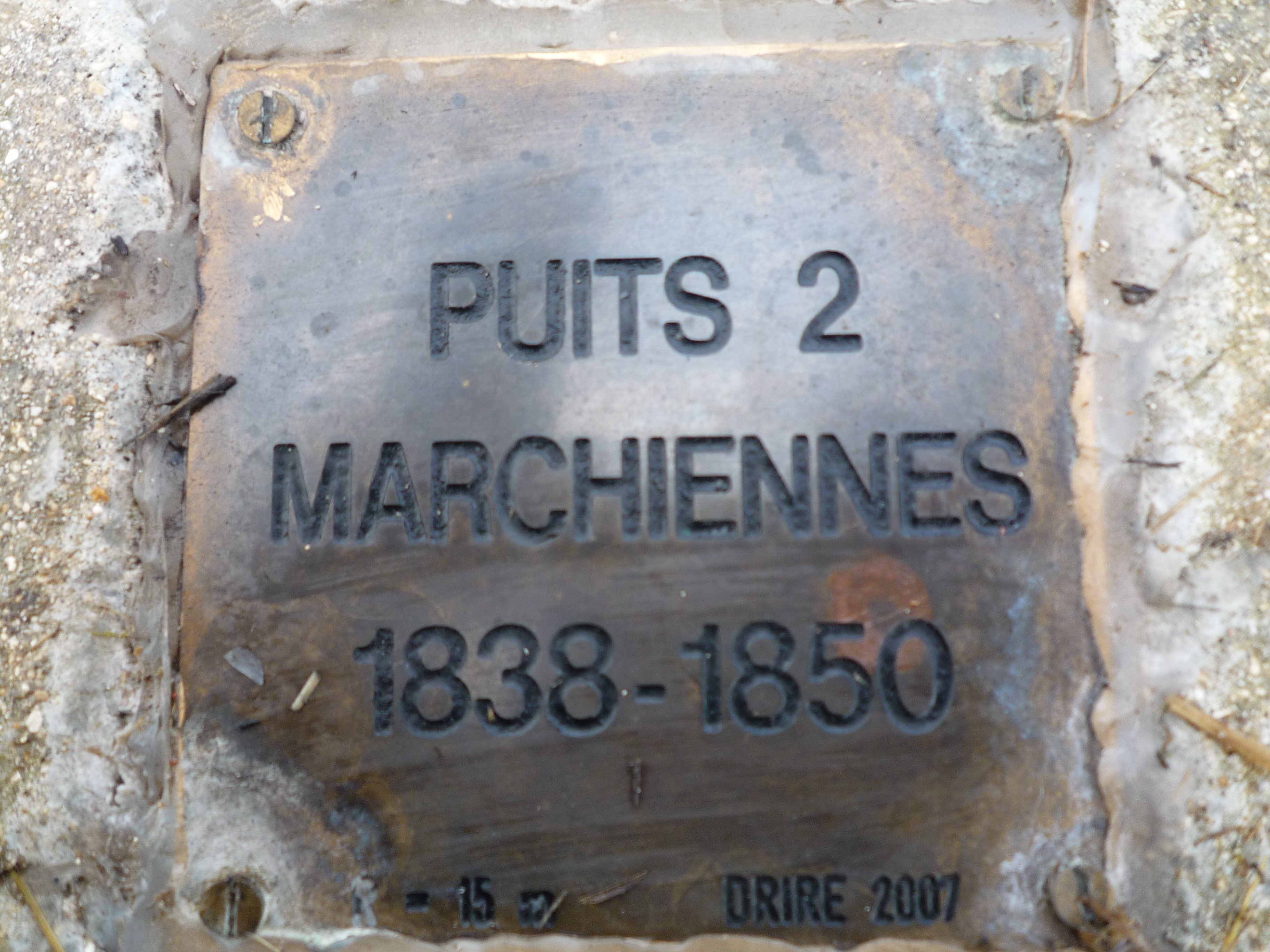
Ce genre d'inscription est visible près d'une grande majorité des puits du bassin minier.

La seconde fosse de Marchiennes, considérée comme une fosse de recherche, est commencée le 19 juin 1838, au nord-ouest du sondage de l'Abbaye, près de l'ancienne ligne Somain - Halluin, créée en 1874. Elle est parfois dénommée fosse Sainte-Barbe, il s'agit du nom de baptême qui lui a été donné le 12 août 1838.
Une autre fosse avait déjà été tentée à Marchiennes au siècle précédent. En 1751 et 1752, la Compagnie Wuillaume-Turner creuse un puits profond de 250 pieds (soit 82,20 mètres) resté à l'état d'avaleresse, à cause des venues d'eau et de la présence des sables mouvants.
La seconde fosse de Marchiennes atteint le terrain houiller à 129,41 mètres en septembre 1844. Elle a ensuite été approfondie jusqu'à 195,31 mètres. Les sables mouvants ont été traversés par une tour en maçonnerie jusque douze mètres. Un accrochage est établi à la profondeur de 178,31 mètres. Une bowette creusée vers le nord sur 200 mètres n'a trouvé qu'une passée de charbon, et des terrains appartenant à la partie inférieure du terrain houiller, inclinés de 30 à 50°. La bowette sud, longue de 450 mètres, a recoupé quatre veines n'en formant réellement que deux à cause des plis des terrains. Elles sont épaisses de quarante centimètres, ce qui a permis une petite exploitation qui a produit 42 458 hectolitres, vendus au prix moyen d'un franc l'hectolitre. Une autre source indique environ 4 000 tonnes d'une houille maigre, sulfureuse, et de mauvaise qualité. Pensant alors que les veinules découvertes peuvent être exploitées, la société de recherches se transforme en société anonyme, la Compagnie des Canonniers de Lille, le 14 octobre 1847. Une demande de concession est faite le 19 janvier 1848.
La fosse est abandonnée en 1850, sans que la compagnie ait pu obtenir une concession, car son gisement n'a pas paru d'une valeur et d'une importance suffisantes. C'est ce qui a motivé, en janvier 1850, le refus de l'attribution d'une concession. La perte puis la liquidation de la fosse ont aussi été causées par une mauvaise conjecture et une concurrence sévère. Les dépenses considérables n'ont pas été profitables. Une autre cause ayant amené à la liquidation de la fosse est que le puits n'a pas été creusé assez profondément. Ainsi, celui de Marchiennes est profond de 195,31 mètres, mais ceux de la même époque creusés par la Compagnie des mines d'Aniche à Aniche, quelques kilomètres plus au sud, sont plus profonds et exploitent des veines situées entre 200 et 300 mètres de profondeur,.
Le 22 mai 1850, les droits et les actions de la Compagnie des Canonniers sont adjugés aux sieurs Jourdan, Nicolle et Lenglin. Ils constituent alors une nouvelle Compagnie dite de Marchiennes, qui n'a eu aucun succès.
La fosse de Marchiennes n'a pas eu de grosses répercussions sur la commune. La population est passée de 2 614 habitants en 1836, à 2 848 habitants en 1841, 2 965 habitants en 1846, et 3 047 habitants en 1851. La population a certes augmenté, mais de manière assez proportionnelle à d'autres périodes recensées depuis 1793. Aucun logement n'a été construit pour accueillir les ouvriers.
Une sucrerie est ensuite installée sur le site de la fosse, puis une tréfilerie. Le puits, d'un diamètre de cinq mètres, est ensuite utilisé au XXe siècle pour fournir l'eau à l'usine de tréfilerie, qui a besoin de 200 m3 par jour. Le niveau d'eau est à douze à treize mètres de profondeur en 1957, et la profondeur mesurée de l'ouvrage est de 35 mètres. En 2007, la DRIRE installe une tête de puits matérialisée, ce qui permet de surveiller le niveau des eaux et du remblai, ainsi que la pression des gaz. Il trône désormais au milieu du rond-point de la zone industrielle de la Tréfilerie. Il est dénommé « Puits 2 Marchiennes ».